# SQL Server Management Studio
SQL Server Management Studio（SSMS）是微软的一個與其數據庫產品Microsoft SQL Server配合使用的產品，以便於設定、配置及管理其元件。原為SQL Server 2000的管理工具，名為「SQL Server Enterprise Manager」。該工具包括腳本編輯器和圖形工具，與服務器的對象和功能一起使用。
SSMS最主要的功能都集中在Object Explorer：透過這個程式，用戶可以瀏覽、選擇、以及對伺服器內的對象作出各種動作。
2015年6月，微軟宣布打算於未來發佈獨立於SQL Server數據庫引擎的未來SSMS版本。

## 參看
- 数据库软件比较（英语：Comparison of database tools）
- Microsoft SQL Server
  - SQL Server Compact
  - SQL Server Express

## 外部連結
- SQL Server Management Studio（页面存档备份，存于） on MSDN